# Zápas na Letních olympijských hrách 1984 – muži, volný styl do 100 kg
Zápas ve volném stylu ve váhové kategorii do 100 kg probíhal na Letních olympijských hrách 1984 v Anaheimském Convention Center. O medaile se utkalo celkem 11 zápasníků. 

## Turnajové výsledky

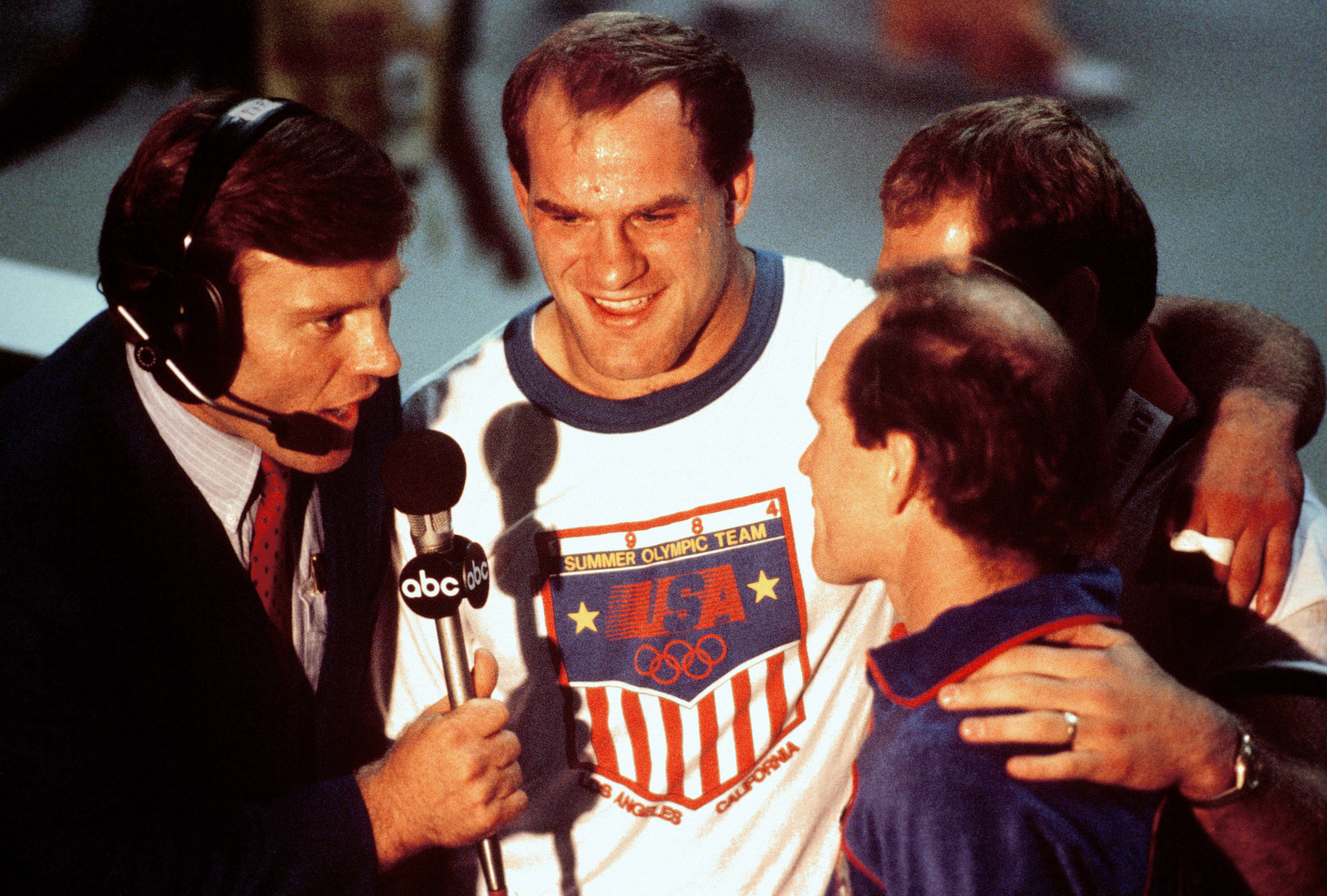
Lou Banach zpovídaný televizním komentátorem po zisku zlaté olympijské medaile

Zápasníci jsou rozděleni do dvou skupin. Je aplikován systém na dvě porážky.
Legenda
- TF — Lopatkové vítězství
- ST — Vítězství na technickou převahu, 12 bodů rozdíl
- PP — Vítězství na body, 1-7 bodů rozdíl, poražený s body
- PO — Vítězství na body, 1-7 bodů rozdíl, poražený bez bodů
- SP — Vítězství na body, 8-11 bodů rozdíl, poražený s body
- SO — Vítězství na body, 8-11 bodů rozdíl, poražený bez bodů
- P0 — Vítězství pro pasivitu, protivník bez bodů
- P1 — Vítězství pro pasivitu, vedoucí 1-7 bodů
- PS — Vítězství pro pasivitu, vedoucí 8-11 bodů
- DC — Vítězství z rozhodnutí, skóre 0-0
- PA — Vítězství pro soupeřovo zranění
- DQ — Vítězství pro soupeřovu diskvalifikaci
- DNA — Nenastoupil
- L — Porážky
- ER — Kolo vyřazení
- CP — Klasifikační body
- TP — Technické body

### Skupiny

#### Skupina A
| L      |                             | CP     | TP     |                            | L      |        |
| Kolo 1 | Kolo 1                      | Kolo 1 | Kolo 1 | Kolo 1                     | Kolo 1 | Kolo 1 |
| ------ | --------------------------- | ------ | ------ | -------------------------- | ------ | ------ |
| 1      | Karl-Johan Gustavsson (SWE) | 0-4 ST | 2-15   | Kartar Dhillon Singh (IND) | 0      |        |
| 0      | Georgios Poikilidis (GRE)   | 3-0 P1 | 4:57   | Oumar Samba Sy (MTN)       | 1      |        |
| 0      | Joseph Atiyeh (SYR)         | 4-0 TF | 4:42   | Vasile Pușcașu (ROU)       | 1      |        |
| Kolo 2 |                             |        |        |                            |        |        |
| 2      | Karl-Johan Gustavsson (SWE) | 0-4 ST | 0-12   | Georgios Poikilidis (GRE)  | 0      |        |
| 1      | Kartar Dhillon Singh (IND)  | 0-4 TF | 0:33   | Joseph Atiyeh (SYR)        | 0      |        |
| 1      | Vasile Pușcașu (ROU)        |        |        | Bye                        |        |        |
| 1      | Oumar Samba Sy (MTN)        |        |        | DNA                        |        |        |
| Kolo 3 |                             |        |        |                            |        |        |
| 1      | Vasile Pușcașu (ROU)        | 3-1 PP | 6-5    | Kartar Dhillon Singh (IND) | 2      |        |
| 1      | Georgios Poikilidis (GRE)   | 0-4 PA | 0:27   | Joseph Atiyeh (SYR)        | 0      |        |
| Finále |                             |        |        |                            |        |        |
|        | Joseph Atiyeh (SYR)         | 4-0 TF | 4:42   | Vasile Pușcașu (ROU)       |        |        |
|        | Georgios Poikilidis (GRE)   | 0-4 PA | 0:27   | Joseph Atiyeh (SYR)        |        |        |
|        | Vasile Pușcașu (ROU)        | 4-0 PA |        | Georgios Poikilidis (GRE)  |        |        |

| Zápasník                    | L | ER | CP | Finále |
| --------------------------- | - | -- | -- | ------ |
| Joseph Atiyeh (SYR)         | 0 | -  | 12 | 8      |
| Vasile Pușcașu (ROU)        | 1 | -  | 3  | 4      |
| Georgios Poikilidis (GRE)   | 1 | -  | 7  | 0      |
| Kartar Dhillon Singh (IND)  | 2 | 3  | 5  |        |
| Karl-Johan Gustavsson (SWE) | 2 | 2  | 0  |        |
| Oumar Samba Sy (MTN)        | 1 | 1  | 0  |        |

#### Skupina B
| L      |                        | CP        | TP     |                     | L      |        |
| Kolo 1 | Kolo 1                 | Kolo 1    | Kolo 1 | Kolo 1              | Kolo 1 | Kolo 1 |
| ------ | ---------------------- | --------- | ------ | ------------------- | ------ | ------ |
| 1      | Hayri Sezgin (TUR)     | 0-4 TF    | 1:14   | Lou Banach (USA)    | 0      |        |
| 1      | Ambroise Sarr (SEN)    | 0-4 TF    | 3:52   | Tamon Honda (JPN)   | 0      |        |
| 0      | Wayne Brightwell (CAN) |           |        | Bye                 |        |        |
| Kolo 2 |                        |           |        |                     |        |        |
| 1      | Wayne Brightwell (CAN) | 1-3 PP    | 5-6    | Hayri Sezgin (TUR)  | 1      |        |
| 0      | Lou Banach (USA)       | 4-0 TF    | 1:45   | Ambroise Sarr (SEN) | 2      |        |
| 0      | Tamon Honda (JPN)      |           |        | Bye                 |        |        |
| Kolo 3 |                        |           |        |                     |        |        |
| 1      | Tamon Honda (JPN)      | 1-3 PP    | 4-9    | Hayri Sezgin (TUR)  | 1      |        |
| 2      | Wayne Brightwell (CAN) | .5-3.5 SP | 1-11   | Lou Banach (USA)    | 0      |        |
| Finále |                        |           |        |                     |        |        |
|        | Hayri Sezgin (TUR)     | 0-4 TF    | 1:14   | Lou Banach (USA)    |        |        |
|        | Tamon Honda (JPN)      | 1-3 PP    | 4-9    | Hayri Sezgin (TUR)  |        |        |
|        | Lou Banach (USA)       | 4-0 TF    | 1:56   | Tamon Honda (JPN)   |        |        |

| Zápasník               | L | ER | CP   | Finále |
| ---------------------- | - | -- | ---- | ------ |
| Lou Banach (USA)       | 0 | -  | 11.5 | 8      |
| Hayri Sezgin (TUR)     | 1 | -  | 6    | 3      |
| Tamon Honda (JPN)      | 1 | -  | 5    | 1      |
| Wayne Brightwell (CAN) | 2 | 3  | 1.5  |        |
| Ambroise Sarr (SEN)    | 2 | 2  | 0    |        |

### Finále
|                           | CP               | TP               |                    |                  |
| Zápas o 5. místo          | Zápas o 5. místo | Zápas o 5. místo | Zápas o 5. místo   | Zápas o 5. místo |
| ------------------------- | ---------------- | ---------------- | ------------------ | ---------------- |
| Georgios Poikilidis (GRE) | 0-4 PA           |                  | Tamon Honda (JPN)  |                  |
| Zápas o 3. místo          |                  |                  |                    |                  |
| Vasile Pușcașu (ROU)      | 3-1 PP           | 4-3              | Hayri Sezgin (TUR) |                  |
| Finálový zápas            |                  |                  |                    |                  |
| Joseph Atiyeh (SYR)       | 0-4 TF           | 1:01             | Lou Banach (USA)   |                  |

## Finálové pořadí
1. Lou Banach (USA)
2. Joseph Atiyeh (SYR)
3. Vasile Pușcașu (ROU)
4. Hayri Sezgin (TUR)
5. Tamon Honda (JPN)
6. Georgios Poikilidis (GRE)
7. Kartar Dhillon Singh (IND)
8. Wayne Brightwell (CAN)